# زي مدرسي
الزي المدرسي هو زي موحد يرتديه التلاميذ في المدارس، وتعتبر الأزياء المدرسية عموماً مفروضة في المدارس في عدد من الدول بداية من المرحلة الابتدائية وحتى الثانوية. وهناك اختلاف هام بين الزي المدرسي والزي الرسمي في العموم، فوفقًا للباحثين مثل نيثن جوزيف يمكن اعتبار نوع معين من الملابس زيًا موحدًا عندما:
(‌أ) يكون شعارًا لمجموعة
(‌ب) يشهد على شرعية مؤسسة ما من خلال عرضه لرتبة الفرد داخل المجموعة
(‌ج) يمنع الفردية
ولتقديم مثال على الزي الموحد، فيمكننا مثلاً أن نتصور قميصًا أبيض بأزرار حتى الرقبة وربطة عنق للأولاد، وتنورة بطيات للبنات، مع ارتداء كل منهما لسترة أو بليزر. ويمكن أن يكون الزي الموحد بسيطًا جدًا لينحصر في قميص بسيط بياقة مع ألوان محدودة وخيارات قليلة يُسمح للطلاب بارتدائها. بينما يتمتع الزي الرسمي على الجانب الأخر بحرية أكبر في الاختيارات، ويركز «على تشجيع البساطة والاحتشام وتجنب الأزياء التي لا يقبلها المجتمع» كما قالت ماريان وايلد. ولا يسمح الزي الرسمي على سبيل المثال بالملابس الممزقة أو الشعارات، بالإضافة إلى الحد من الملابس التي تكشف الكثير من الجسد.
يقول البعض أن الزي المدرسي الموحد هو من أفكار أدولف هتلر.

## التاريخ

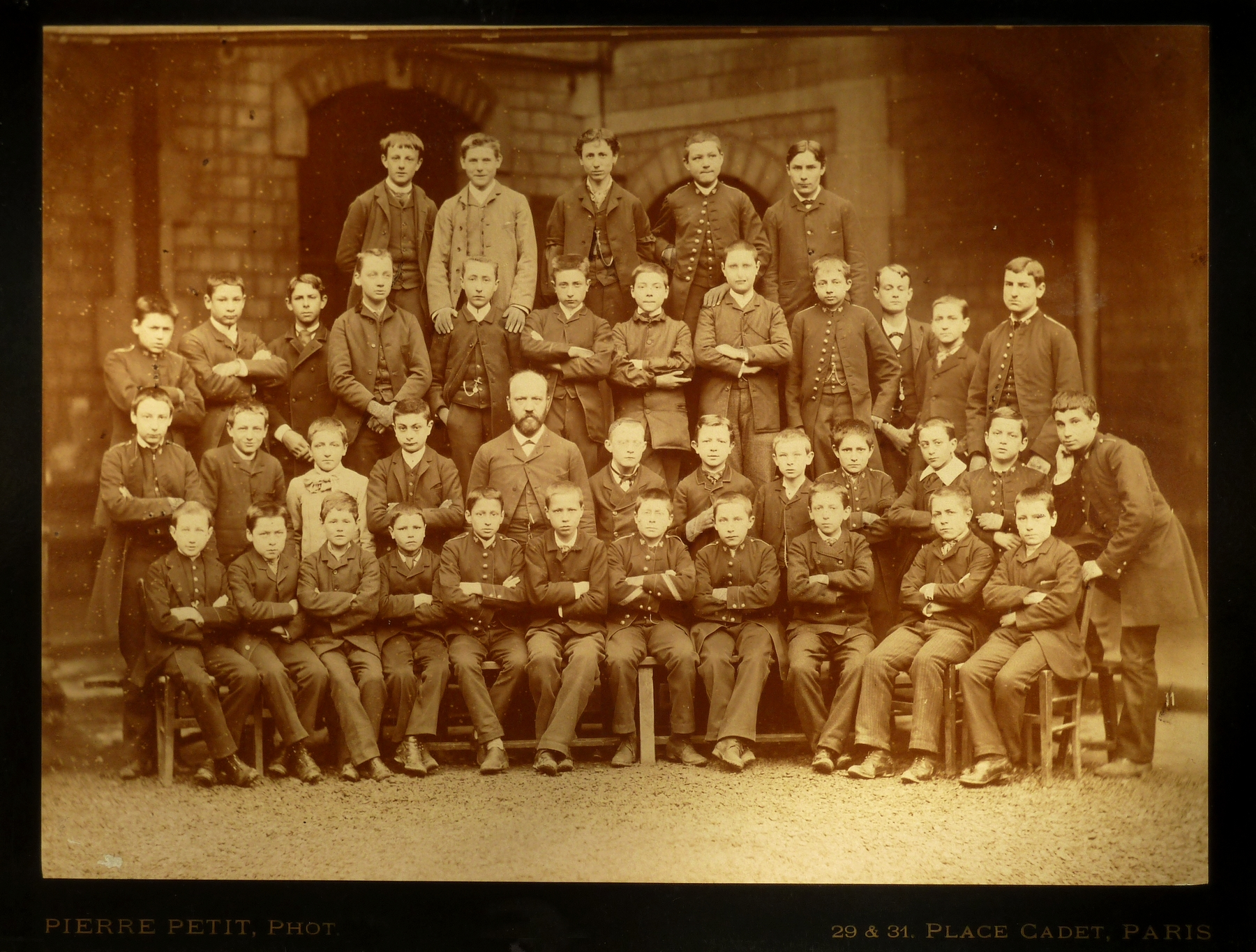
الصبية تلاميذ المدارس في فرنسا عام 1880

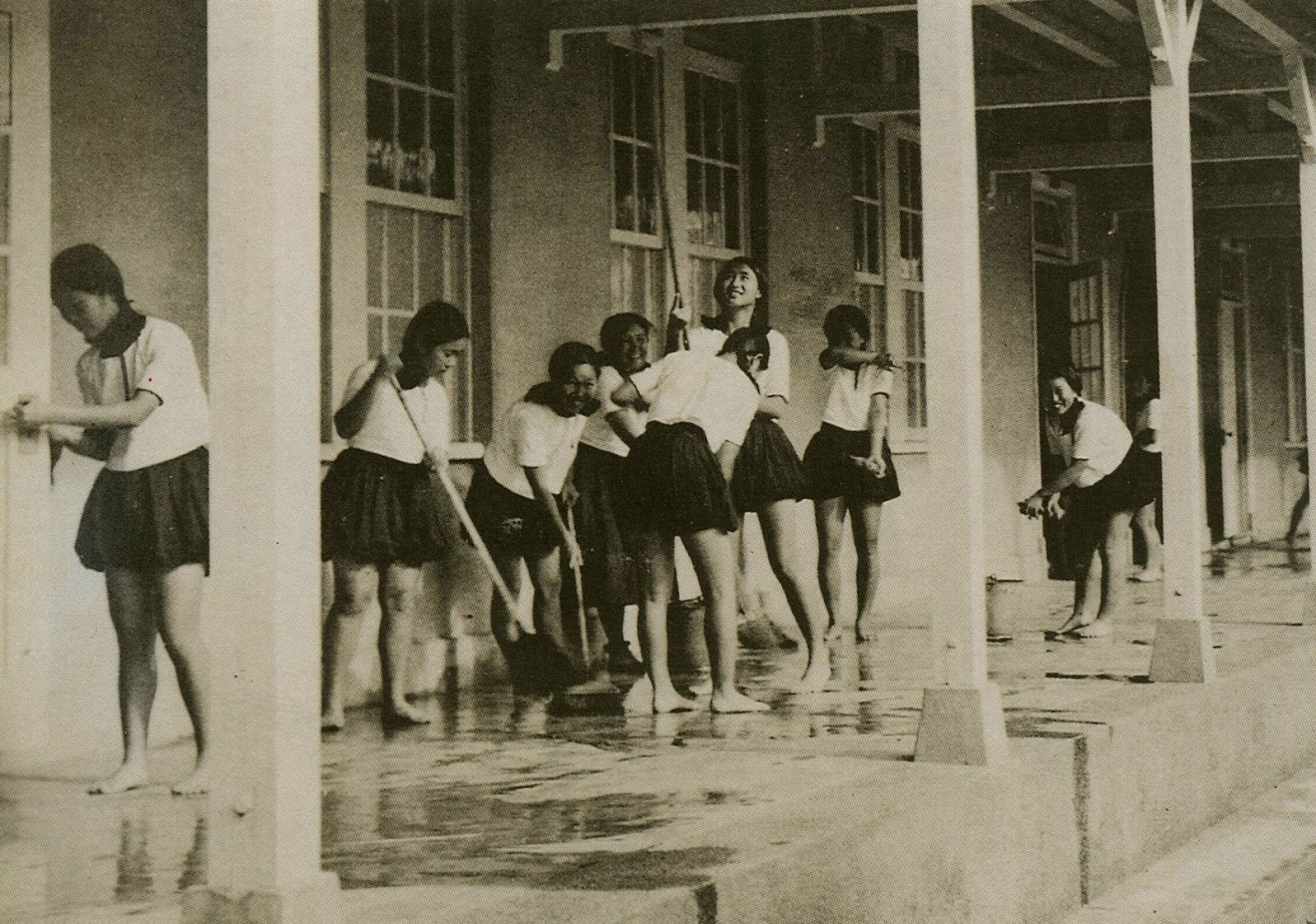
تلميذات في تايوان اليابانية في عام 1927.

من الصعب تتبع أصول الزي لأنه لا يوجد تاريخ مكتوب شامل بل مجموعة متنوعة من التأثيرات المعروفة. ويُعتقد أن الزي المدرسي هو ممارسة تعود إلى القرن السادس عشر في المملكة المتحدة. كما يُعتقد أن مدرسة مستشفى المسيح [الإنجليزية] (بالإنجليزية: Christ's Hospital)‏ في إنجلترا عام 1552 كانت أول مدرسة تستخدم الزي المدرسي. وقد تم إعطاء الطلاب زيًا رسميًا يتكون بشكل خاص من معطف أزرق طويل وجوارب صفراء تصل إلى الركبة. ولا يزال الطلاب الملتحقون بالمدرسة يرتدون زيًا متطابقًا تقريبًا حتى اليوم. يعود أقدم دليل موثق على الاستخدام المؤسسي للزي الأكاديمي القياسي إلى عام 1222 عندما أمر رئيس أساقفة كانتربري آنذاك بارتداء كلوزا كابا (بالإنجليزية: cappa clausa)‏. تطورت هذه الممارسة الرهبانية والأكاديمية إلى زي جامعي في إنجلترا، لا سيما في المدارس الخيرية حيث غالبًا ما يتم توفير الزي الرسمي للأطفال الفقراء. ثم استخدمت الجامعات والمدارس الابتدائية والثانوية الزي الرسمي كمؤشر على الطبقة والمكانة. وعلى الرغم من أنه يمكن غالبًا اعتبار الزي المدرسي محافظًا وقديم الطراز، إلا أن الزي المدرسي في السنوات الأخيرة قد تغير مع تغير قواعد اللباس الاجتماعي.

## الزمن المعاصر

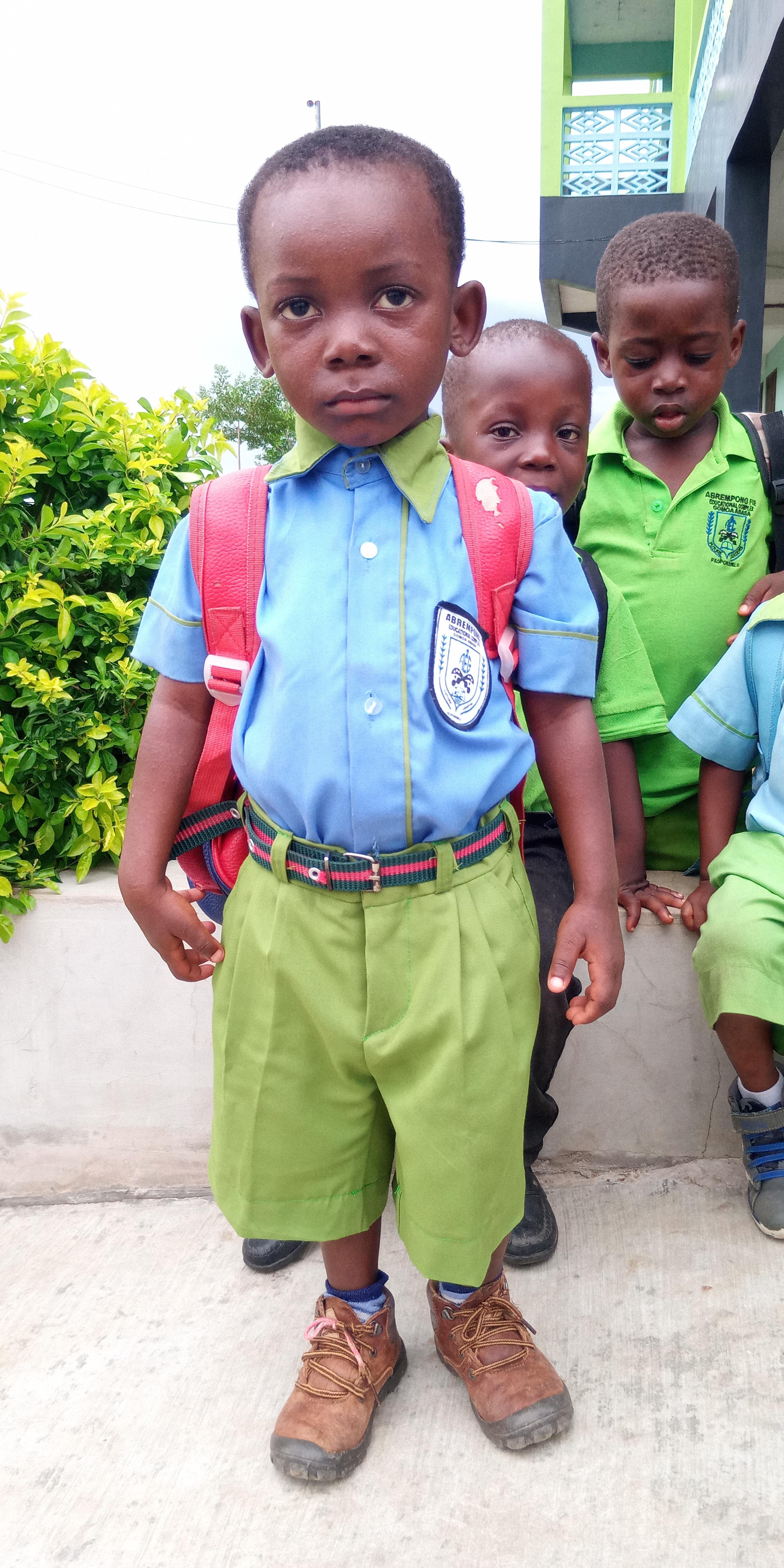
تلميذ في روضة الأطفال في غانا يرتدي الزي المدرسي

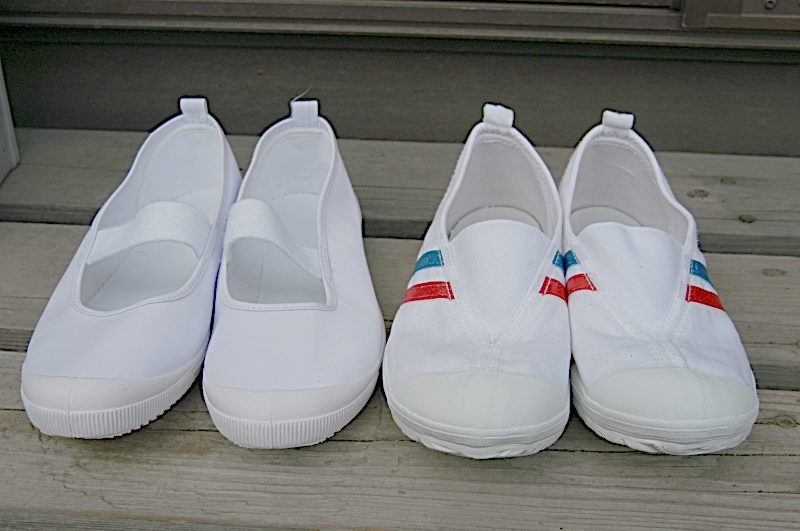
في العديد من المدارس اليابانية، يُطلب من الطلاب خلع الأحذية التي يرتدونها عند الخروج من المنزل وارتداء أوواباكي (Uwabaki)، وهو نوع من النعال اللين المخصص لاستخدامه في الداخل فقط.

في الولايات المتحدة بدأت حركة نحو استخدام الزي المدرسي في المدارس الحكومية عندما ذكر بيل كلينتون ذلك في عام 1996 خلال خطاب حالة الاتحاد قائلاً: «إذا كان ذلك يعني أن المراهقين سيتوقفون عن قتل بعضهم البعض بسبب السترات المصممة، فيجب أن تكون مدارسنا العامة كذلك قادرين على مطالبة طلابهم بارتداء الزي الرسمي». ثم اعتبارًا من عام 1998 ما يقرب من 25 ٪ من جميع المدارس الابتدائية والمتوسطة والإعدادية العامة في الولايات المتحدة قد تبنت سياسة موحدة أو كانت تفكر في سياسة، وتم تنفيذ ثلثيها بين عامي 1995 و1997.
هناك وفرة من النظريات والدراسات التجريبية التي تبحث في شأن الزي المدرسي، وتدلي ببيانات حول فعاليتها. وتتناول هذه النظريات والدراسات بالتفصيل الفوائد وأيضًا أوجه القصور في السياسات الموحدة. وتدخل قضية الطبيعة مقابل التنشئة، حيث يؤثر الزي الرسمي على تصورات الذكورة والأنوثة، وتبسيط قضايا التصنيف الجنساني، والعمل على توجيه أو إخضاع أو معاقبة النشاط الجنسي للإناث والذكور والمتحولين جنسياً وثنائيي الجنس. ويجلب الزي الرسمي مجموعة متنوعة من الإيجابيات والسلبيات والآثار والخلافات القانونية الرئيسية.
هناك نوعان من النتائج التجريبية الرئيسية التي يتم الاستشهاد بها في أغلب الأحيان في الخطاب السياسي المحيط بالنقاش الموحد. وواحدة من هذه كانت دراسة الحالة لمنطقة دائرة مدارس لونج بيتش الموحدة (Long Beach Unified School District)، ويتم الاستشهاد بها في أغلب الأحيان لدعم الزي المدرسي وفعاليته في حين أن تأثيرات الزي الرسمي للطلاب على الحضور ومشاكل السلوك واستخدام المواد والإنجاز الأكاديمي هي أكثر الأبحاث التي يتم الاستشهاد بها في مواجهة تنفيذ سياسات الزي المدرسي.

### تأثير الزي الموحد على الطلاب
كانت دراسة الحالة الخاصة بمنطقة دائرة مدارس لونج بيتش الموحدة هي دراسة أول مدرسة حضرية كبيرة في الولايات المتحدة لتنفيذ سياسة موحدة. في عام 1994 تم تنفيذ الزي المدرسي الإلزامي للمدارس الابتدائية والمتوسطة كإستراتيجية لمعالجة قضايا سلوك الطلاب. ونفذت المنطقة في وقت واحد دراسة طولية لبحث تأثير الزي الرسمي على سلوك الطلاب. وقد عزت الدراسة التغيرات الإيجابية في سلوك الطلاب والانخفاض الكبير في قضايا الانضباط المدرسي إلى سياسة الزي الإلزامي. وقد عزت دراسة الحالة هذه النتائج الملحوظة التالية إلى استخدام الزي الرسمي في جميع أنحاء المنطقة:
- عدد أقل من حالات الغياب والتغيب.
- عدد أقل من الإحالات إلى المكتب لمشاكل السلوك.
- تقليل حالات التعليق والطرد.
  - أصبح منخفض بنسبة 28٪ (مدارس الابتدائي) و 36٪ (مدرسة متوسطة).
- تقليل الجريمة والتخريب.
  - انخفضت بنسبة 74٪ (ابتدائي) و 18٪ (مدرسة متوسطة).

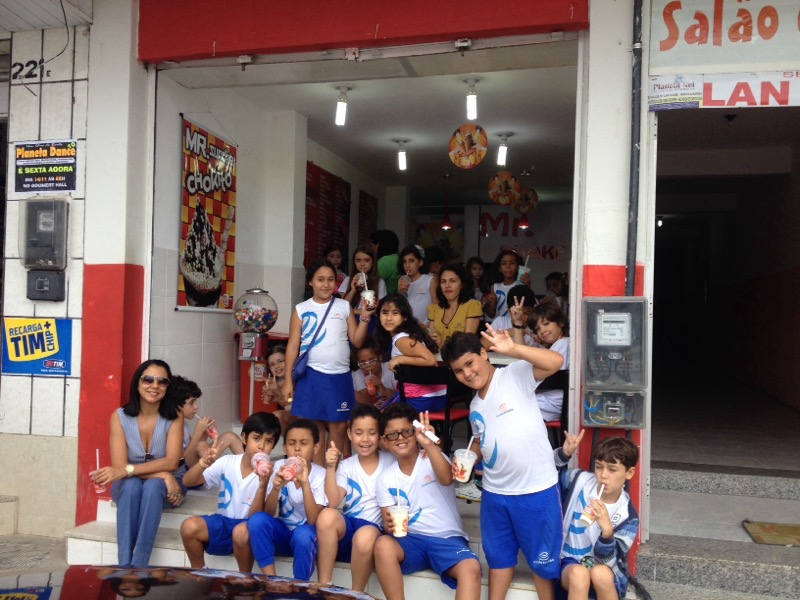
طلاب مدرسة ابتدائية كولومبية مع معلمتهم

وجدت أبحاث أخرى أن الزي المدرسي لم يكن رادعًا فعالًا لتقليل التغيب عن المدرسة، ولم يقلل من مشاكل السلوك، ولاقلل من تعاطي المخدرات، وفي الواقع قد يكون مرتبطًا بإنجاز الطالب الضعيف مقارنة بالطلاب غير المطالبين بارتداء الزي المدرسي.
اقترحت دراسة أنه «بدلاً من التأثير بشكل مباشر على نتائج محددة، يعمل الزي الرسمي كمحفز للتغيير ويوفر فرصة واضحة للغاية لبرامج إضافية» داخل المدارس. وفي الواقع اعتبر برونسما وآخرون في عام 1998 أن هذا هو الحال مع دراسة حالة منطقة دائرة مدارس لونج بيتش الموحدة حيث تم تنفيذ العديد من جهود الإصلاح الإضافية بالتزامن مع سياسة الزي الموحد الإلزامية.
صرح برونسما أنه على الرغم من عدم شمولية تأثيرات الزي الرسمي، إلا أنها أصبحت أكثر شيوعًا لأن «هذه قضية تتعلق بحقوق الأطفال، والرقابة الاجتماعية، وأخرى تتعلق بزيادة عدم المساواة العرقية والطبقية والجنسانية في مدارسنا».

## القوانين والأحكام

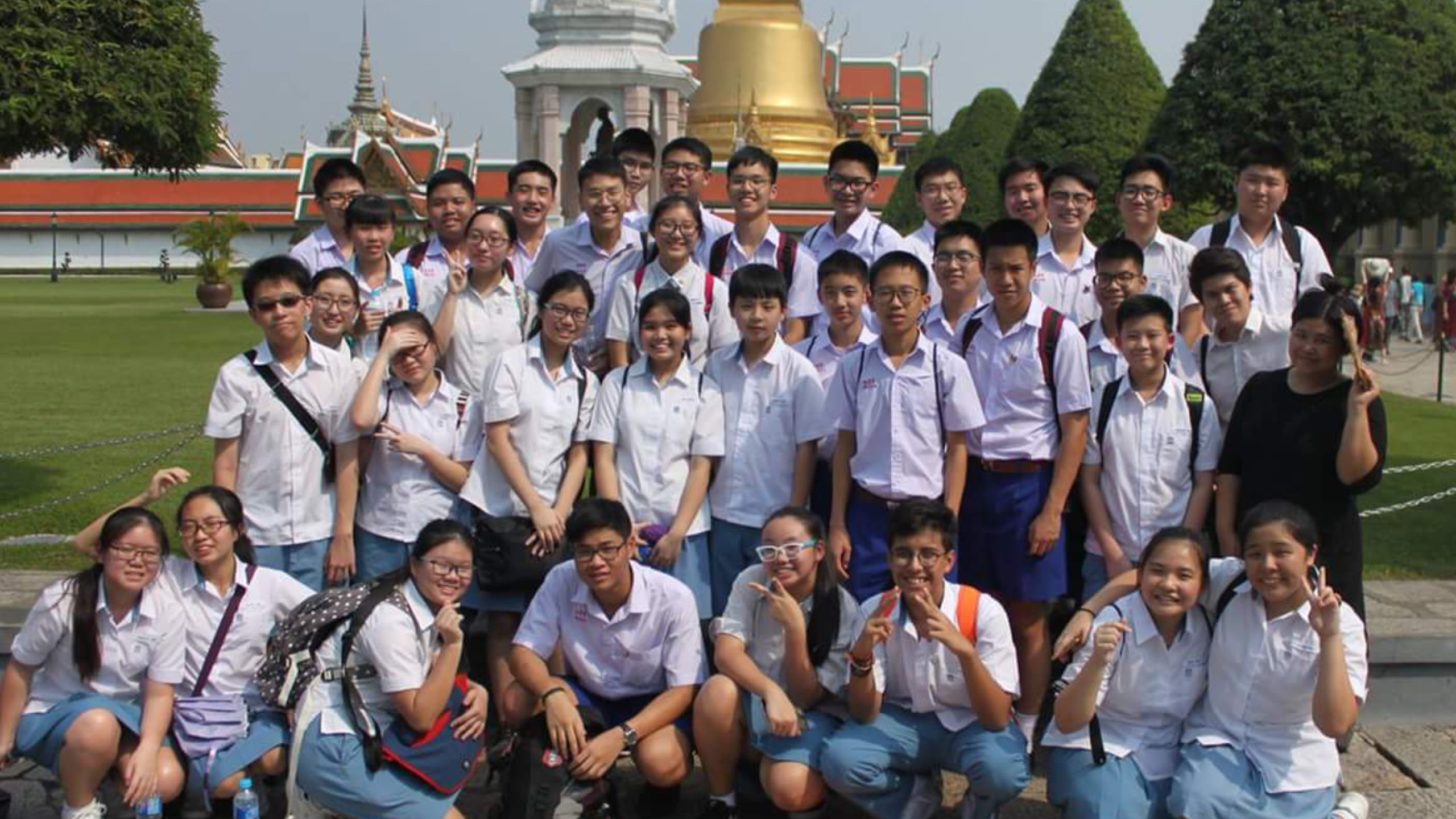
صورة جماعية للطلاب التايلانديين (زي موحد مع شورت أزرق غامق) والطلاب السنغافوريين (زي موحد مع التنانير والسراويل السماوية) أمام القصر الكبير

نظرًا لأن الزي الرسمي أصبح أكثر تطبيعًا، كان هناك أيضًا عدد متزايد من الدعاوى القضائية المرفوعة ضد المناطق التعليمية. فوفقًا لديفيد برونسما فإن واحدة من كل أربع مدارس ابتدائية عامة وواحدة من كل ثماني مدارس متوسطة وثانوية عامة في الولايات المتحدة لديها سياسات تملي ما يرتديه الطالب في المدرسة. ويؤكد قانون المدرسة في دساتير الولايات عادةً أنه يسمح لمجلس إدارة المدرسة بوضع قواعد ولوائح معقولة حسبما يرونه مناسبًا في إدارة شؤون المدرسة. واعتبارًا من عام 2008 هناك حاليًا 23 ولاية تسمح للمناطق التعليمية بفرض الزي المدرسي. تميل الاعتراضات الدستورية التي يتم تقديمها عادةً إلى المناطق التعليمية إلى واحدة من الفئتين التاليتين: (1) انتهاك حق التعديل الأول للطلاب في حرية التعبير (2) انتهاك حق الآباء في تربية أطفالهم دون تدخل الحكومة. على الرغم من أنه حتى هذه اللحظة لم تصدر المحكمة العليا حكمًا في قضية تتعلق بالزي المدرسي بشكل مباشر، في قرار عام 1968 تينكر ضد دي موين دائرة مدارس المجتمع المستقل (Tinker v. Des Moines Independent Community School District)، قضت المحكمة أنه عند دخول المدرسة لا يتخلى الطلاب عن حقوقهم الدستورية في حرية التعبير.
على الصعيد الدولي هناك آراء مختلفة حول الزي المدرسي. ففي ولاية كوينزلاند الأسترالية حكم أمين المظالم فريد ألبيتز في عام 1998 أن المدارس الحكومية قد لا تتطلب زيًا رسميًا. وفي الفلبين ألغت وزارة التعليم شرط الزي المدرسي في المدارس العامة. أما في إنجلترا وويلز فمن الناحية الفنية لا يجوز لمدرسة حكومية استبعاد الطلاب بشكل دائم بسبب «انتهاك سياسة الزي المدرسي»، بموجب سياسة أصدرتها وزارة الأطفال والمدارس والعائلات، ولكن يُطلب من الطلاب الذين لا يرتدون الزي الرسمي العودة إلى المنزل والتغيير. وفي اسكتلندا لا تصر بعض المجالس المحلية (المسؤولة عن تقديم التعليم الحكومي) على ارتداء الطلاب للزي الرسمي كشرط مسبق لحضور الأنشطة المنهجية والمشاركة فيها. كما وألغت تركيا الزي الرسمي الإلزامي في عام 2010.

## فائدته
تقول د. منيرة الصلال أن:

## بلدان تفرض الزي المدرسي
- السودان
- الكويت
- ليبيا
- الإمارات
- ألمانيا
- اليابان
- إيران
- إيطاليا
- مصر
- المملكة العربية السعودية
- فلسطين
- العراق
- سوريا
- الجزائر
- سلطنة عمان
- المغرب
- بريطانيا
- الأردن
- قطر

## الخلافات

### معلومات عامة

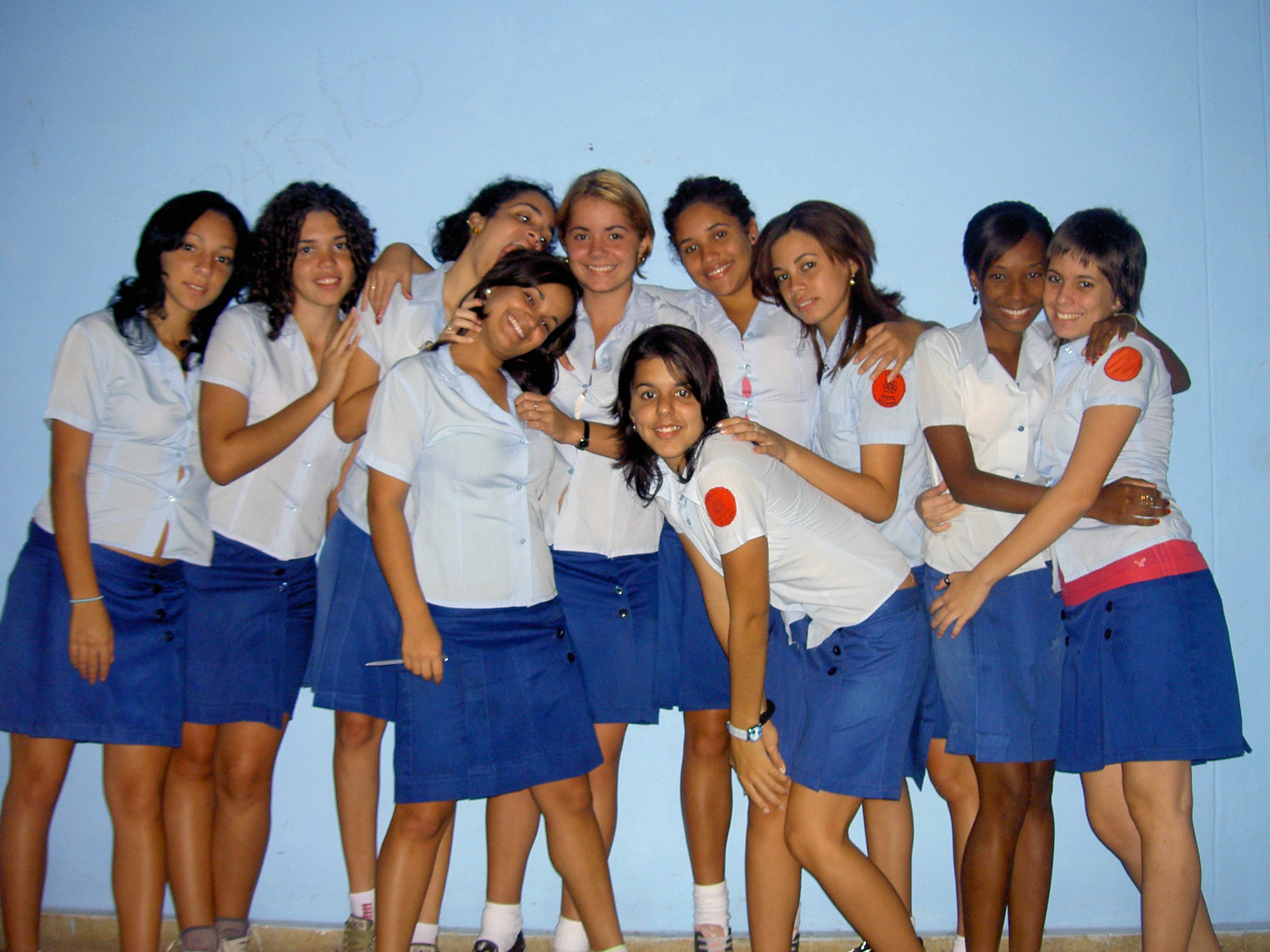
طالبات مدرسة ثانوية كوبيات 2009

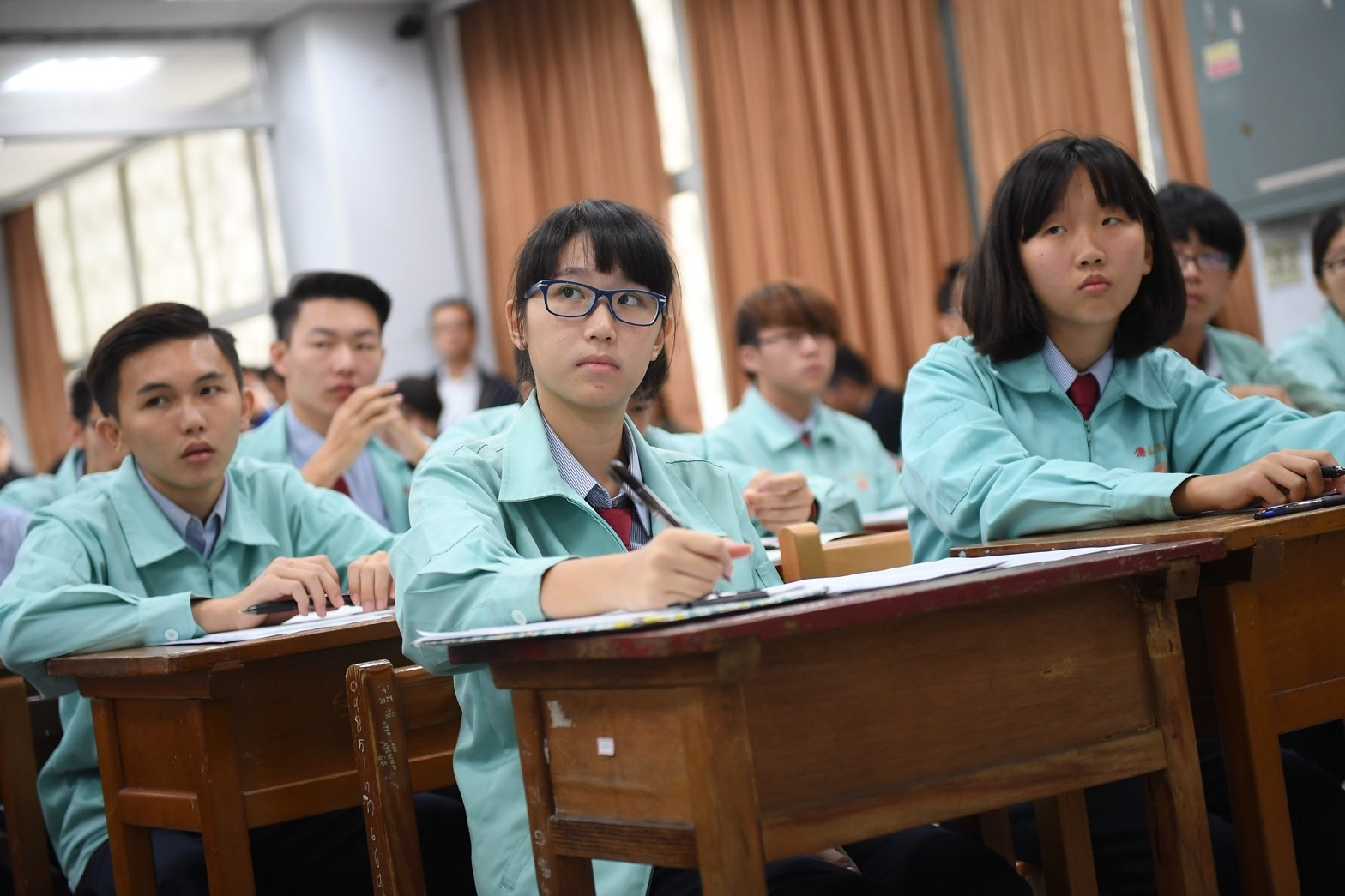
التلاميذ في تايوان

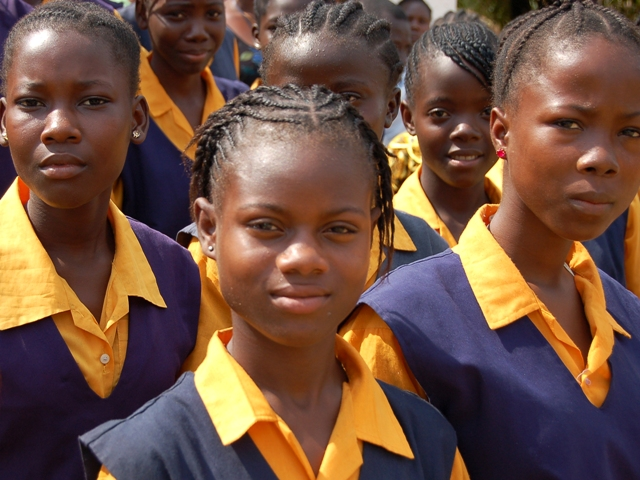
تلميذات في ليبيريا

في بعض الثقافات أثار موضوع الزي المدرسي العديد من الجدل والنقاشات على مر السنين. كما أن المناقشات المتعلقة بدستورية والجدوى الاقتصادية للزي الرسمي تساهم أيضا في الجدل.
في الولايات المتحدة بدأ تطبيق الزي المدرسي بعد عشر سنوات من البحث الذي يشير إلى فعالية المدارس الخاصة. واستشهد بعض إصلاحي المدارس الحكومية بهذا البحث لدعم السياسات المرتبطة بنجاح المدارس الخاصة والكاثوليكية. ومن ثم بدأ بعض مديري المدارس العامة في تنفيذ سياسات موحدة لتحسين البيئة المدرسية الشاملة والإنجاز الأكاديمي للطلاب. ويعتمد هذا على افتراض أن الزي الرسمي هو السبب المباشر لتغييرات النتائج السلوكية والأكاديمية.
ومع ذلك في الأدب المدرسي الكاثوليكي، لم يتم الاعتراف بالزي المدرسي كعامل أساسي في إنتاج تأثير المدرسة الكاثوليكية.
يدور مجال آخر من الجدل حول سياسات الزي المدرسي وقواعد اللباس حول قضية الجنس. في الوقت الحاضر، يتزايد عدد المراهقين الذين «يرتدون ملابس للتعبير عن الهوية الجنسية والتوجه الجنسي أو الخلط بينهما»، مما يؤدي إلى «ردود فعل من مسؤولي المدرسة تراوحت بين اللامبالاة والتصفيق والمنع». في عام 2009 كانت هناك صراعات متعددة في جميع أنحاء الولايات المتحدة ناشئة عن التفاوتات بين تصور الطلاب لجنسهم، وتصور مديري المدرسة للهوية الجنسية للطلاب. تشمل الأمثلة ما يلي:
- ربيع 2009: مقاطعة ماريون في فلوريدا - يجب على الطلاب ارتداء ملابس «تتناسب مع جنسهم».
  - جاء الصبي إلى المدرسة مرتديًا حذاء بكعب عالٍ وحمالة صدر محشوة وقميص برقبة على شكل V، وتم إرساله إلى المنزل للتغيير لأنه كان «يرتدي ملابس للجنس الآخر»
- أغسطس 2009: مُنعت فتاة في سنتها الأخيرة في ولاية ميسيسيبي من دخول الكتاب السنوي لأنها كانت ترتدي بدلة توكسيدو.
- أكتوبر 2009: مقاطعة كوب في جورجيا أرسلت إلى المنزل صبيًا فضل الشعر المستعار والماكياج والجينز الضيق.
- تشرين الثاني (نوفمبر) 2009: مُرتدي لملابس مغايرة لجنسه أُعيد إلى المنزل من هيوستن لأن شعره المستعار ينتهك قاعدة لباس المدرسة التي تنص على أن شعر الصبي «يجب أن لا يكون أطول من أسفل ياقة القميص العادية»

على الرغم من عدم مطالبة جميع المدارس في الولايات المتحدة بارتداء الزي المدرسي، إلا أن الولايات المتحدة تتبنى ببطء استخدام الزي المدرسي. «طلبت واحدة من كل خمس مدارس حكومية أمريكية تقريبًا من الطلاب ارتداء الزي الرسمي خلال العام الدراسي 2011-2012، مرتفعًا من مدرسة واحدة من كل ثماني مدارس في 2003-2004». تتمثل أيديولوجية الزي المدرسي في أنه سيخلق بيئة أكثر أمانًا للطلاب ويساعد في المساواة. ففي بعض المناطق أصبح الزي الرسمي ضروريًا بسبب مستوى الفقر الذي تعيش فيه المدارس. «توجد سياسات موحدة إلزامية في المدارس العامة بشكل أكثر شيوعًا في المناطق عالية الفقر.»
كتبت ستيفاني نورثين من صحيفة الغارديان أن الزي المدرسي أقل إثارة للجدل في المملكة المتحدة مقارنة بالولايات المتحدة وعادة لا يتم المعارضة على أساس حرية التعبير.

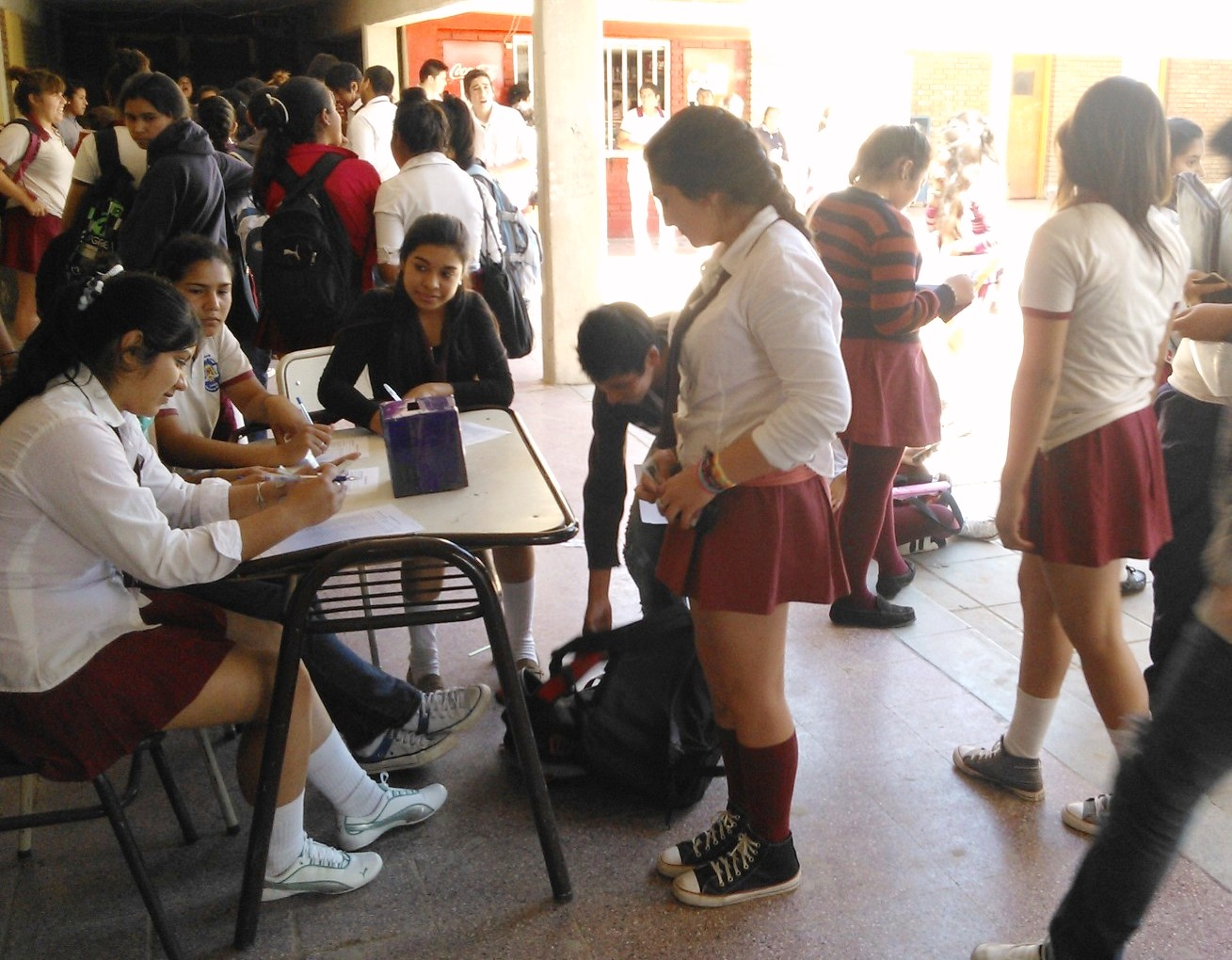
فتيات المدارس في الأرجنتين

### الإيجابيات

الفتيات الإنجليزيات في الزي المدرسي.

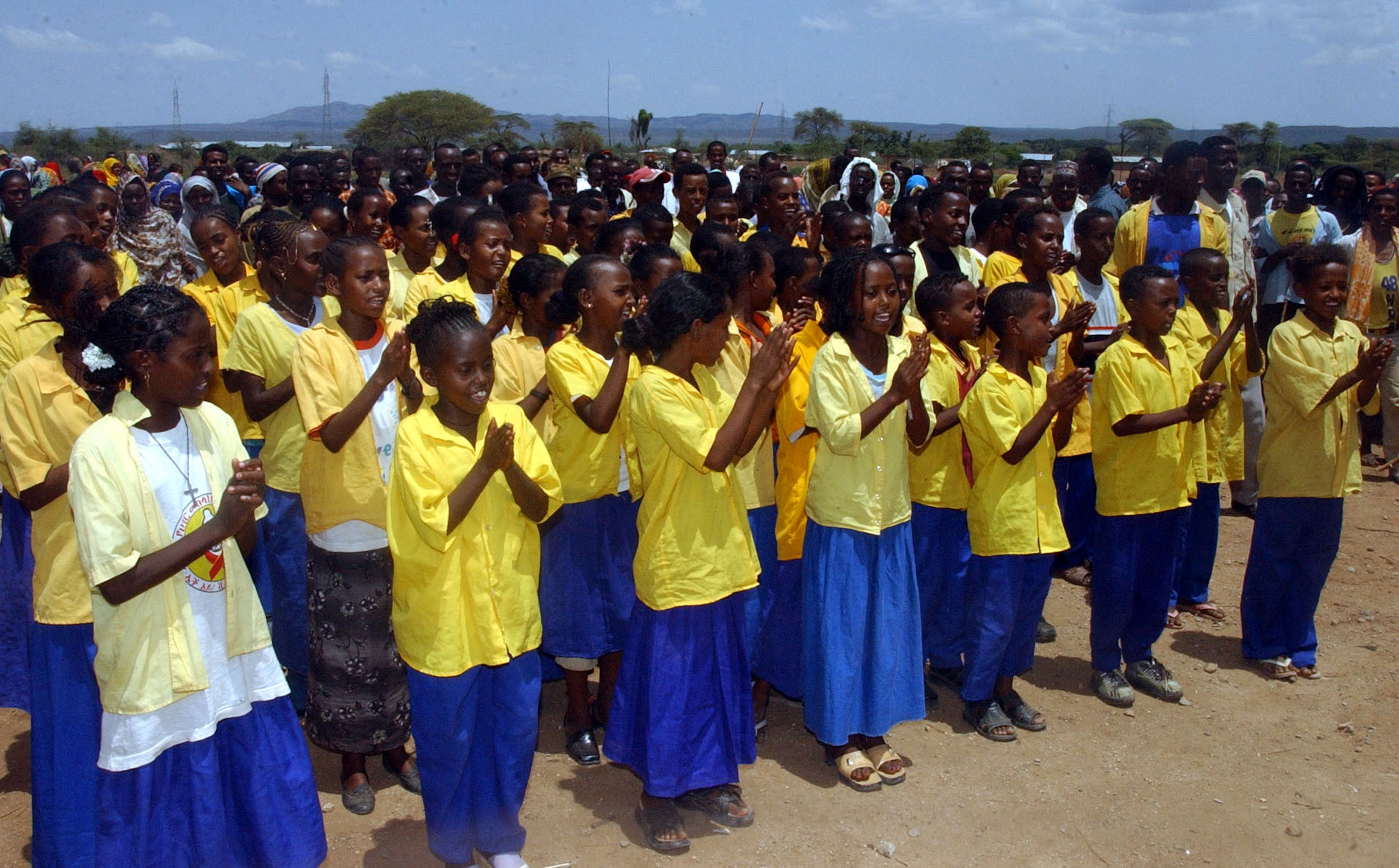
أطفال المدارس الإثيوبية

اقترح المدافعون عن الزي الرسمي أسبابًا متعددة تدعم تنفيذها وتزعم نجاحهم في المدارس. مجموعة متنوعة من هذه الادعاءات ليس لها أي بحث يدعمها. بعض هؤلاء المحترفين يشمل ما يلي: يعتقد المدافعون أن الزي الرسمي يؤثر على سلامة الطلاب من خلال:
- خفض إيذاء الطلاب
- تقليل نشاط العصابات والمعارك

أجرت كاثلين واد تجربة لمعرفة ما إذا كان التنمر ووجود العصابات نسبته أعلى في المدارس ذات الزي الرسمي أو غير الزي الرسمي. وقد تم إجراء البحث مع مدارس متعددة حيث قدمت استبيانًا لكل من الطلاب وأعضاء هيئة التدريس لمعرفة ما إذا كان هناك فرق كبير. وأظهرت النتائج التي توصلت إليها أن التنمر ووجود العصابات يتناقص بشكل ملحوظ مع ارتداء الطلاب للزي المدرسي.
- التفريق بين الغرباء والطلاب في المباني المدرسية.

على سبيل المثال في السنة الأولى من سياسة الزي الإلزامي في لونج بيتش من كاليفورنيا، أفاد المسؤولون أن القتال في المدارس انخفض بأكثر من 50٪، والاعتداء والضرب بنسبة 34٪، والجرائم الجنسية بنسبة 74٪، والسرقة بنسبة 66٪. يعتقد المدافعون أيضًا أن الزي الرسمي يزيد من تعلم الطلاب والمواقف الإيجابية تجاه المدرسة من خلال:
- بيئات التعلم المحسنة
- ازدياد فخر المدرسة
- زيادة تحصيل الطلاب
- مستويات عالية من التأهب
- التوافق مع الأهداف التنظيمية
- زيادة فرصة البقاء في المدرسة[31]
- زيادة الالتزام بالتعلم[31]
- زيادة استخدام البيئة المدرسية لصالح الطالب[31]

يؤدي ارتداء الزي المدرسي إلى تقليل مشاكل السلوك عن طريق زيادة معدلات الحضور، وخفض معدلات التعليق، وتقليل استخدام المواد المخدرة بين مجموعة الطلاب. ويعزو المؤيدون أيضًا النتائج النفسية الإيجابية مثل زيادة احترام الذات، وزيادة الروح المعنوية العالية، وتعزيز مشاعر الوحدة بين الطلاب لارتداء الزي الرسمي. تشمل حجج المؤيدين الإضافية أن الزي المدرسي:
- شجع على الانضباط
- ساعد الطلاب على مقاومة ضغط الأقران لشراء الملابس العصرية والرائجة
- تقليل الحواجز الاقتصادية والاجتماعية بين الطلاب

تتمحور إيجابيات الزي المدرسي حاليًا حول تأثير الزي المدرسي على بيئات المدارس. وقد وجد المؤيدون تأثيرًا إيجابيًا كبيرًا على مناخ المدرسة وسلامتها وتصور الطلاب لأنفسهم من خلال ارتداء الزي المدرسي.

### السلبيات

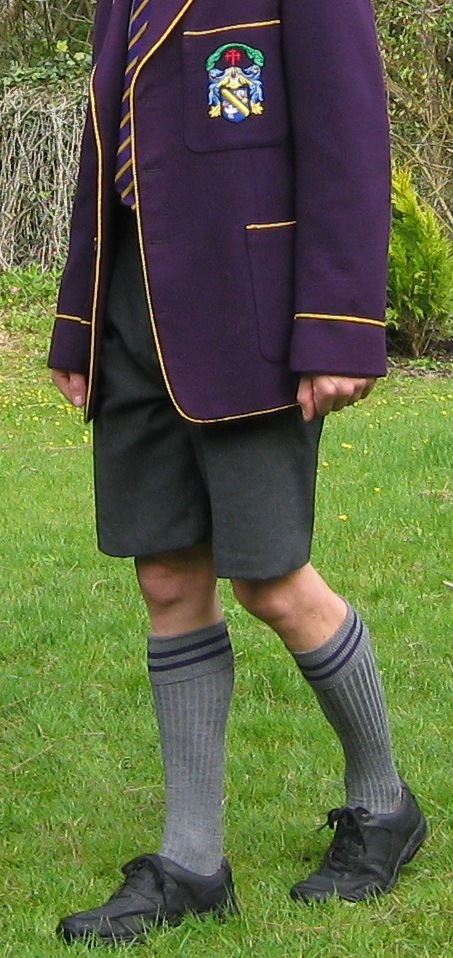
زي مدرسي للصبي الأسكتلندي

زعم الجانب الآخر من الزي المدرسي الرسمي عدم فعاليته باستخدام مجموعة متنوعة من المبررات، والتي تدعمها مجموعة متنوعة من الأبحاث. تتضمن بعض سلبيات الزي المدرسي مخاوف الفعالية القانونية والمالية والمشكوك فيها التالية: الشاغل الأساسي للزي المدرسي أو قواعد اللباس الصارمة هو أنه يحد من قدرة الطلاب على التعبير عن أنفسهم. يُنظر إلى الملابس على أنها وسيلة للتعبير - إن جعل جميع الطلاب يرتدون نفس الملابس أو تقييدهم بما يمكنهم ارتدائه يمكن أن يزعج شعورهم بالهوية. يمكن أن تكمن إحدى الخلافات الرئيسية في سياسات قواعد اللباس مقابل حرية التعبير. إذ يثبت هذا أنه لا يمكن للطلاب ارتداء أحدث الملابس الرائجة أو منتصف الانجراف أو الملابس التي تجدها المدرسة والتي تقاطع بيئة التعلم. ومع ذلك يمكن للطلاب ارتداء قطع الملابس التي تعبر عن دينهم. «يحمي كل من الدستور ومعظم قوانين الولاية حقوق الطلاب في ارتداء الزي الديني في المدرسة [كذا]، مثل ارتداء العمامة أو اليرملك أو الحجاب.»
جانب سلبي آخر للزي المدرسي هو أنه يمكن أن يكون متحيزًا جنسيًا. كما أن الأولاد والبنات ليسوا منضبطين بنفس الطريقة عندما يتعلق الأمر بقواعد اللباس. ويتم تأديب الفتيات بشكل أكثر شيوعًا على «بعض الملابس» المحظورة لأنها «تشتت» الأولاد. وقد «تم إرسال الطلاب المتحولين جنسيًا إلى المنزل لارتدائهم ملابس مختلفة عما هو متوقع من شرعيتهم، بينما تم استبعاد آخرين من الكتب السنوية.»
كما أن الزي الرسمي يحرم الطلاب بشكل عام وخاصة الفتيات من حرية الحركة والراحة. وقد تم إجراء البحث على مدرسة أسترالية خاصة مستقلة وعلى زيها الرسمي. ومن جهة أخرى بطريقة مشابهة بالنسبة للأولاد، كانت السترة ساخنة / باردة جدًا وغير مريحة. وبالنسبة للفتيات كان اللباس المدرسي القطني الفاتح مقيدًا وشفافًا وساخنًا وغير مريح وغير عملي. علاوة على ذلك كانت الجوارب غالبًا باردة، وكانت النقبة المصنوعة من الصوف الرمادي ثقيلة جدًا ومقيدة للحركة، وقد تتسبب الرياح في كشف أكثر مما تريد الفتيات. وعند اللعب والتحرك بالنسبة للأولاد كانت ربطة العنق تشكل خطر الاختناق، ولم يكن البنطال مرنًا. بالنسبة للفتيات تسبب الفستان / التنورة في مشاكل الاحتشام (على سبيل المثال من الصعب التأرجح على القضبان الأقفية / الركض مع الحفاظ على خصوصيتهن، وبالتالي توقفهن عن ممارسة النشاط)، وكانت التنانير كبيرة وثقيلة للغاية.
قد يكون البحث عن كيفية تأثير الزي المدرسي وقواعد اللباس المدرسي على الطالب غير حاسم. «في الولايات المتحدة أكثر من نصف المدارس العامة لديها قواعد لباس معينة تحدد بشكل متكرر السياسات الخاصة بنوع الجنس.»